# Магнія
Магнія (араб. مغنية) — місто у вілайяті Тлемсен, у північно-західній частині Алжиру, неподалік від кордону з Марокко. Друге за величиною місто у провінції після Тлемсена. Населення становить понад 95 000 чоловік.

## Історія
Археологи знайшли тут залишки доісторичних людей. За часів Римської імперії тут розташовувався військовий форт. Потім поселення розвивалось за часів різноманітного панування. 1836 року місто захопили французькі війська.
Бербери називали це місце Lalla Marnia (Lalla Maghnia), на честь місцевої святої.
Магнія стала відомим після укладення тут 18 березня 1845 року угоди між Францією, яка на той час окупувала Алжир, та марокканським султаном. Ця угода встановила кордони між двома країнами (Алжиром та Марокко).

## Видатні уродженці
- Ахмед Бен Белла — перший президент незалежного Алжиру, народився у Магнії 1916 року.
- Сід Ахмед Гозалі

| Алжир | Це незавершена стаття з географії Алжиру. Ви можете допомогти проєкту, виправивши або дописавши її. |